# Ellsworth–Federal (Metro de Filadelfia)
Ellsworth–Federal  es una estación de ferrocarril en la línea de la Calle Broad del Metro de Filadelfia. La estación se encuentra localizada en 1200 South Broad Street en Filadelfia, Pensilvania. La estación Ellsworth–Federal fue inaugurada el 18 de septiembre de 1938. La Autoridad de Transporte del Sureste de Pensilvania (por sus siglas en inglés SEPTA) es la encargada por el mantenimiento y administración de la estación. 

## Descripción
La estación Ellsworth–Federal cuenta con 1 plataforma central y 2 vías. 

## Conexiones
La estación es abastecida por las siguientes conexiones: 
- Rutas de autobuses SEPTA: 4, 64